# Metroid Prime 3: Corruption
Metroid Prime 3: Corruption est un jeu vidéo développé par Retro Studios et édité par Nintendo. Il s'agit du troisième volet de la saga Metroid Prime, sorti le 27 août 2007 aux États-Unis ainsi qu'au Canada, le 26 octobre 2007 en France et le 31 décembre 2007 pour le Japon, sur la Wii. Contrairement à l'opus précédent, il n'y a pas de mode multijoueur, ni de mode en ligne.

## Trame

### Contexte
Cette fois-ci, Samus doit tout faire pour stopper la corruption. Pour cela, elle devra faire face à Samus Sombre ainsi qu'aux pirates de l'espace dans une lutte acharnée à travers diverses planètes. Son but est de réactiver les systèmes de défense en initialisant le générateur de la base du secteur zéro de la fédération galactique, et de détruire les graines de phazon que Samus Sombre utilise pour corrompre les planètes, graines appelées Léviathans.

### Résumé
Metroid Prime 3: Corruption est la suite de Metroid Prime et Metroid Prime 2: Echoes. Depuis Prime, on retrouve Samus Sombre, qui est une pâle copie de Samus Aran causée par un incident. Dans le premier épisode de la série, Samus sortit vainqueur du combat contre le Metroid Prime, mais avant de mourir, le Métroïde absorba le costume de Phazon de Samus, ce qui fit naître Samus Sombre, qui prépara sa vengeance. En récoltant du Phazon dans Metroid Prime 2: Echoes, elle augmente considérablement sa force pour finalement être défaite tout à la fin du jeu. Samus croit en être débarrassée pour de bon, quand une lueur de Phazon se reconstitue dans l'espace, faisant apparaître Samus Sombre à nouveau, qui compte une fois de plus exercer sa vengeance dans Metroid Prime 3: Corruption.

### Scénario
L'amiral Castor Dane, commandant du vaisseau amiral de la Fédération Galactique, l'Olympus, convoque une réunion avec Samus Aran et trois autres chasseurs de primes : Rundas, Ghor et Gandrayda. Ces derniers reçoivent l'ordre d'éliminer un virus de plusieurs super ordinateurs organiques, appelés « Unités Aurora », répartis dans toute la galaxie. La réunion prend fin brutalement lorsque les Pirates de l'Espace attaquent la flotte de la Fédération. Samus et les autres chasseurs de primes sont déployés sur la planète Norion, où ils concentrent leur attaque sur la base principale de la Fédération. En repoussant l'attaque, Samus apprend qu'un météoroïde Phazon, appelé Graine de Léviathan, va bientôt percuter Norion. Samus et les autres chasseurs de primes tentent d'activer les systèmes de défense de la base, lorsqu'ils sont soudainement attaqués par Samus Sombre et neutralisés par un Rayon de Phazon. Les autres chasseurs de primes étant inconscients, Samus, grièvement blessée, parvient à activer le système juste à temps pour détruire le Léviathan, avant de sombrer dans le coma.
Un mois plus tard, Samus se réveille à bord de l'Olympus et apprend que l'attaque de Samus Sombre l'a partiellement corrompue. La Fédération équipe son armure d'un dispositif d'amélioration du phazon (DEP) qui lui permet d'exploiter l'énergie du phazon en elle. Elle apprend que ses compagnons chasseurs de primes, également corrompus par le phazon et équipés de DEP, ont disparu lors de leurs missions d'investigation sur plusieurs mondes infestés de Léviathans. Samus est d'abord envoyée sur la planète Bryyo, puis sur Elysia, afin de déterminer ce qui est arrivé à ses camarades disparus. Elle découvre rapidement que les deux planètes et leurs habitants sont progressivement corrompus par les graines de Léviathan et qu'elle doit les détruire pour inverser la tendance. Samus rencontre une forte résistance de la part des pirates de l'espace, des monstruosités corrompues par le phazon et de ses compagnons chasseurs de primes corrompus par Samus Sombre.
Tout au long de sa mission, qui la mène finalement sur le monde des Pirates de l'espace, Samus est peu à peu corrompue par le Phazon. Elle parvient à stopper l'assaut des Pirates de l'espace avec l'aide des troupes de la Fédération.
Après avoir volé un vaisseau de guerre Léviathan, Samus et la flotte de la Fédération l'utilisent pour créer un trou de ver menant à la planète Phaaze, l'origine de tout le Phazon. Samus se rend au cœur de la planète, où elle triomphe de Samus Sombre, puis de l'Unité Aurora 313 corrompue. Samus Sombre est alors désintégrée et Phaaze explose, rendant probablement inerte tout le Phazon de la galaxie. La flotte de la Fédération échappe à la destruction de Phaaze, mais perd contact avec Samus. Samus apparaît finalement dans son vaisseau et annonce que la mission est accomplie, avant de s'envoler dans l'espace.

### Épilogue
Samus revient sur Elysia faire le deuil de ses compagnons chasseurs de primes, attristée de les avoir vus passer l'arme à gauche. Son chagrin apaisé, elle retire sa combinaison varia, révélant sa combinaison zéro. Puis elle remonte à bord de son astronef et décolle, reprenant son voyage à travers l'hyperespace; un peu plus tard, Silux la suit à bord de son vaisseau.

## Système de jeu
Le joueur contrôle un personnage et peut le déplacer où il le désire dans un univers comportant plusieurs zones interconnectées. Cependant, l'accès à certaines parties ou zones est limité par la présence de portes verrouillées ou de difficultés, qui ne peuvent être franchies seulement si Samus obtient des armes, des power-up ou du matériel spécial, disséminés sous forme d'items dans le jeu. Les améliorations permettent également de vaincre des ennemis de plus en plus puissants et de localiser des raccourcis, des zones secrètes et d'ouvrir les secteurs fermés, ce qui oblige souvent le joueur à revenir sur ses pas. Les items doivent être collectés dans un ordre précis pour que le joueur puisse progresser. Par exemple, il peut accéder à certaines zones seulement s'il possède l'arme correspondante pour ouvrir les portes, ou tuer certains boss que s'il possède certaines munitions,.
Le jeu se base sur l'obtention progressive de nouvelles capacités au fil de la progression dans le jeu, comme dans tous les jeux de la série. Un des points forts de la série Metroid Prime sont les différents viseurs. Metroid Prime 3: Corruption apporte le viseur de vaisseau qui permet de contrôler celui-ci à distance.

## Accueil

### Critique
Metroid Prime 3 : Corruption est bien accueillie  par la presse spécialisée. Il obtient une moyenne de 90/100 sur Metacritic et de 90,23 % sur GameRankings. Gameblog le qualifie de « conservateur » car le système de jeu est assez similaire aux opus précédents, ce qui n'enlève rien au jeu : « Cela dit, non seulement cette formule reste aujourd'hui parfaitement maîtrisée et passionnante à jouer, mais elle est en plus transcendée par un nouveau gameplay plus immersif que jamais. »
Jeuxvideo.com le considère comme : « le meilleur épisode de Metroid Prime sorti à ce jour sur console ».